# سكلاريول
سكلاريول هو مركب عضوي ثنائي الحلقة له هيكل الديكالين والصيغة الكيميائية C20H36O2، ويكون على شكل صلب له لون الكهرمان.
ينتمي السكلاريول إلى مجموعة ثنائي التربين والكحولات (تربينويد)، كما ينتمي إلى مجموعة مركبات اللابذانات.

## الوفرة الطبيعية
يوجد المركب طبيعياً في نبات القصعين المتصلب، والذي اسمه العلمي Salvia sclarea، ومنه اشتق الاسم، ومنه يتم الاستخلاص. كما يمكن الاستحصال على المركب من بعض أنواع الكونيزة: Conyza trihecatactis.
نشرت مجموعة بحث سنة 2010 اقتراحاً لآلية الاصطناع الحيوي الإنزيمي لمركب السكلاريول.

## الخواص
يوجد المركب في الشروط القياسية على شكل صلب له لون الكهرمان وله رائحة طيبة.
وجدت بعض مجموعات الأبحاث أن لمركب سكلاريول القدرة على إحداث عملية استماتة لخلايا بعض الأمراض الخبيثة مثل ابيضاض الدم وسرطان القولون.

## الاستخدامات
يستخدم السكلاريول في صناعة العطور وفي مستحضرات التجميل؛ كما يستخدم كمادة منكّهة.
كما يستخدم في تحضير مركب أمبروكسيد، كبديل اصطناعي عن مركب أمبرين، المادة الفعالة في العنبر.